# Грейвз, Тереза
Тереза Грейвз (англ. Teresa Graves, 10 января 1948 — 10 октября 2002) — американская актриса и певица, которая в 1974 году вошла в историю как первая афро-американка, исполняющая главную роль в драматическом телесериале.
Грейвз родилась в Хьюстоне, Техас, а в шестидесятых начала свою карьеру певицы. Вскоре она стала регулярным исполнителем в телевизионных варьете-шоу Our Place, Turn-On и Rowan & Martin’s Laugh-In. После нескольких ролей в кино, в 1974 году она получила заглавную роль в телефильме «Завоюй любовь Кристи!», который имел неожиданный успех и в том же году был продолжен в качестве одноименного сериала. Играя эту роль в шоу, Грейвз в итоге стала первой афро-американкой, получившей главную роль в драматическом сериале. Роль принесла ей номинацию на премию «Золотой глобус» за лучшую женскую роль в телевизионном сериале — драма в 1975 году. Лишь 38 лет спустя, в 2012 году, Керри Вашингтон стала второй афро-американской актрисой в ведущей роли в драматическом сериале.
В 1974 году Грейвз стала Свидетелем Иеговы и к 1983 году полностью ушла с экранов из-за религиозных соображений. Она умерла в 2002 году в результате пожара в собственном доме.